# Walt Disney Animation Studios
Walt Disney Animation Studios (WDAS; también coloquialmente referido como Disney Animation) es un estudio cinematográfico de animación, con sede en Burbank, Estados Unidos, que produce largometrajes, cortometrajes y especiales de televisión para The Walt Disney Company. Fundada el 16 de octubre de 1923 por Walt Disney, es una división de The Walt Disney Studios. El estudio ha realizado 63 películas, Snow White and the Seven Dwarfs (1937) siendo la primera, y Moana 2 (2024) la más reciente.
Originalmente establecido como Disney Brothers Cartoon Studio en 1923 e incorporado como Walt Disney Productions en 1929, el estudio, en sus inicios, se dedicó exclusivamente a producir cortometrajes. En 1983, Walt Disney Productions nombró como Walt Disney Pictures a su estudio dedicado a las películas de imagen real. No obstante, durante una reestructuración corporativa tres años después, Walt Disney Productions fue renombrado como The Walt Disney Company y su división animada, renombrada como Walt Disney Feature Animation, se convirtió en subsidiaria de su división cinematográfica, The Walt Disney Studios. En 2006, Walt Disney Feature Animation tomó su nombre actual, Walt Disney Animation Studios, tras la adquisición de Pixar Animation Studios ese mismo año, desde entonces comenzando sus películas con el propio logo del estudio a partir de 2007.
Durante mucho tiempo, fue reconocido como el estudio de animación principal de los Estados Unidos; desarrolló diversas técnicas, conceptos y principios que se convirtieron en normas de la animación tradicional. También fue precursor del arte del guion gráfico, que es ahora una técnica ampliamente utilizada en la producción de cine animado y de imagen real. Su listado de largometrajes es uno de los activos más destacados de Disney y las estrellas de sus cortometrajes —Mickey Mouse, Minnie Mouse, el Pato Donald, la Pata Daisy, Goofy y Pluto entre otros— se han convertido en figuras reconocidas en la cultura popular y en mascotas de The Walt Disney Company.
Tres de las películas del estudio—Frozen (2013), Zootopia (2016), y Frozen II (2019)—se encuentran entre las 50 películas más taquilleras de todos los tiempos, siendo esta última la cuarta película animada más taquillera de todos los tiempos.
En 2013, el estudio ya no desarrollaba producciones animadas dibujadas a mano y había despedido a la mayor parte de su división de animación dibujada a mano. Sin embargo, el estudio declaró en 2019 y 2023 que estaría abierto a propuestas de cineastas para futuros proyectos de largometrajes dibujados a mano.

## Historia

### Década de 1920: Inicios como Disney Brothers Cartoon Studio

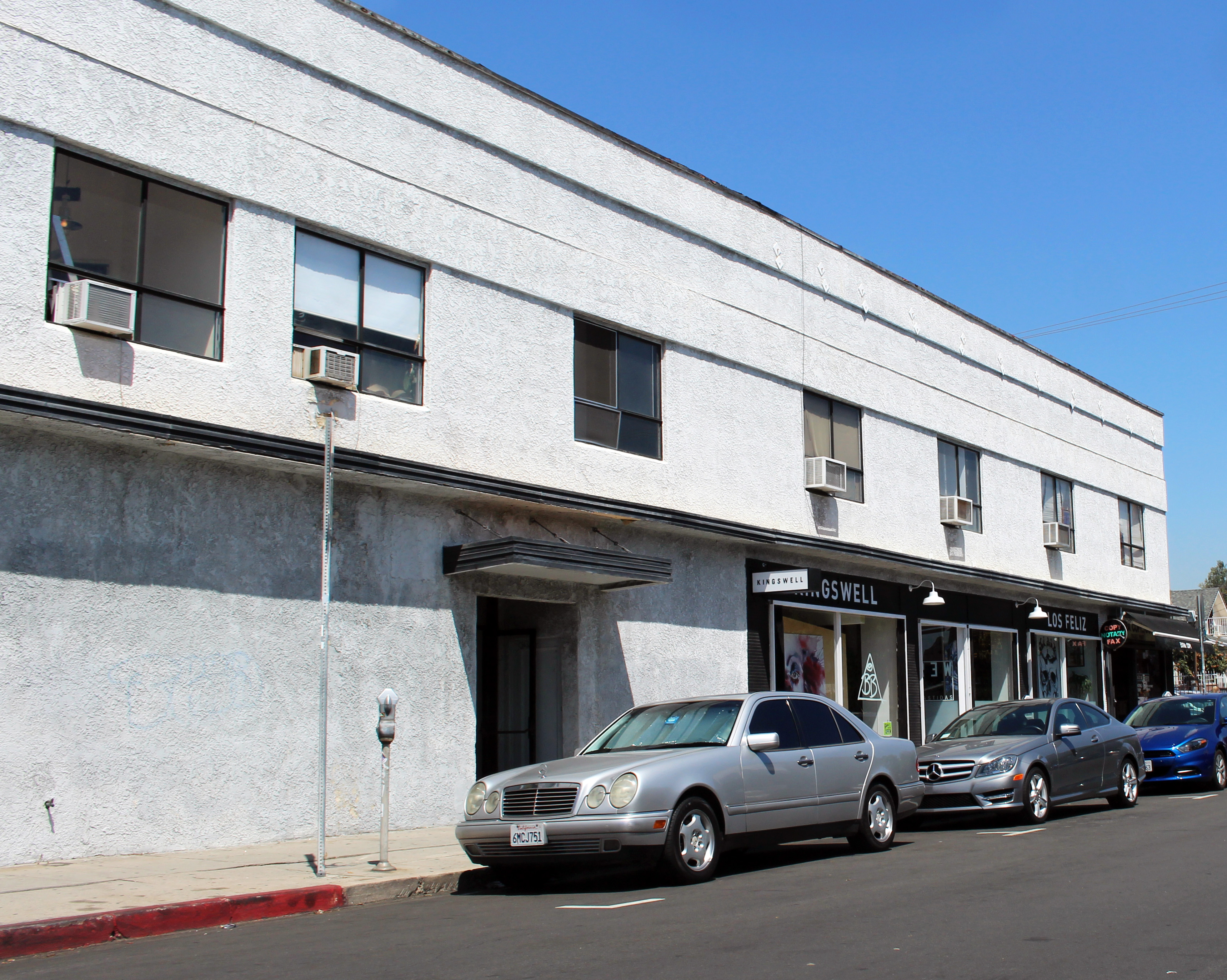
El edificio en Kingswell Avenue en Los Feliz, que albergó los estudios entre 1923 y 1926.

Los hermanos Walt y Roy O. Disney, originarios de Kansas City (Misuri), fundaron el Disney Brothers Cartoon Studio en Los Ángeles el 16 de octubre de 1923. Su primera producción fue una serie llamada Alice Comedies, cortometrajes que presentaban a una joven actriz (en imagen real) en un mundo animado. La serie fue distribuida por Winkler Pictures de Margaret J. Winkler, que también distribuyó, a partir de 1927, una segunda serie de cortometrajes totalmente animada, Oswald the Lucky Rabbit, por medio de Universal Pictures. En un inicio, tras su traslado a California, los hermanos Disney comenzaron a trabajar en la cochera de su tío Robert Disney en el 4406 de Kingswell Avenue en el barrio Los Feliz de Los Ángeles. Posteriormente en octubre de 1923, fundaron su estudio en la parte trasera de una oficina inmobiliaria en el 4651 de la misma avenida. En febrero del siguiente año, el estudio se trasladó al edificio contiguo con una oficina propia. En 1925, Disney dio el depósito de una nueva ubicación en el 2719 de Hyperion Avenue, que sería conocido como Hyperion Studio para distinguirlo de la otra locación, en el cercano barrio de Silver Lake. Finalmente, en enero de 1926, el estudio se trasladó a su nueva ubicación y tomó el nombre de Walt Disney Studio.
Mientras tanto, tras el primer año de Oswald, Walt Disney buscó renovar el contrato con Winkler Pictures, pero Charles Mintz, quien se hizo cargo del negocio de Margaret Winkler tras casarse con ella, quiso forzar a Disney a aceptar un menor pago adelantado por cada corto. Aunque Disney se negó, Universal era propietario de los derechos, por lo que Minzt estableció su propio estudio de animación para producir los cortos de Oswald. Y tras la finalización del contrato a mediado de 1928, la gran mayoría del personal de Disney fue contratado por Minzt.

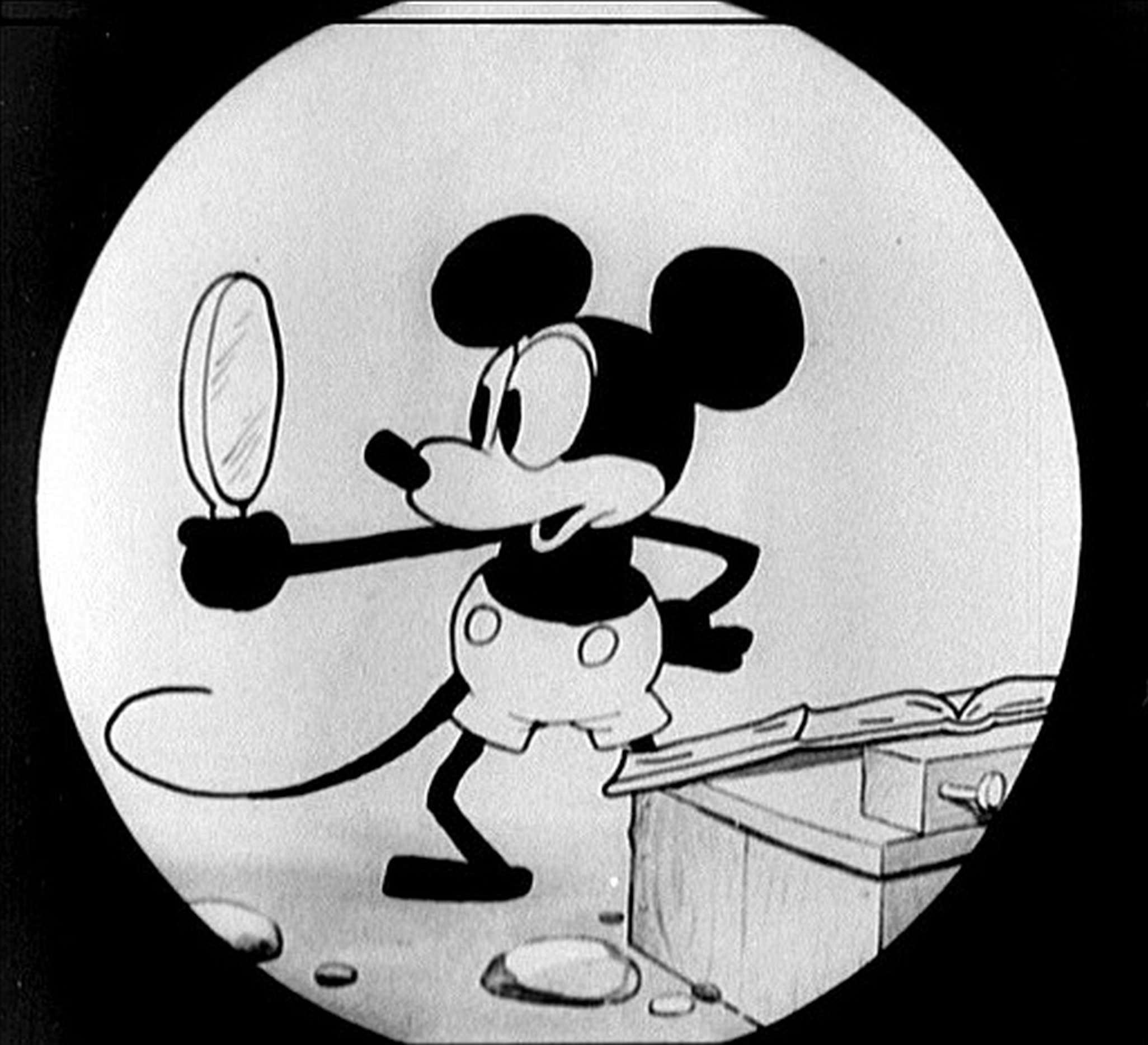
Mickey Mouse en Plane Crazy (1928), primer cortometraje producido con el personaje como protagonista.

Trabajando en secreto mientras el resto del personal finalizaba los cortos de Oswald restantes, Disney y su animador principal, Ub Iwerks, lideraron un pequeño grupo de trabajadores leales y produjeron nuevos dibujos animados con un nuevo protagonista llamado Mickey Mouse. Los primeros dos cortos, Plane Crazy y The Gallopin' Gaucho, tuvieron preestrenos limitados durante el verano de 1928. No obstante, para el tercer corto, Disney produjo una banda sonora (colaborando con el músico Carl Stalling y con el empresario Pat Powers, quien le proveyó el sistema Cinephone). Por lo tanto, Steamboat Willie se convirtió en el primer corto de Disney con sonido sincronizado. Fue un éxito tras su estreno en noviembre de 1928 en el West 57th Theatre en Nueva York. La serie sonora de Mickey Mouse, distribuida por Powers por medio de Celebrity Productions, rápidamente se hizo la más popular en los Estados Unidos. Al año siguiente, el 7 de septiembre, se estrenó una segunda serie sonora de dibujos animados, Silly Symphonies, con el primer corto The Skeleton Dance.

### Década de 1930:Silly SymphoniesySnow White and the Seven Dwarfs
El 16 de diciembre de 1929, el estudio fue incorporado bajo el nombre de Walt Disney Productions. Además se firmó un nuevo contrato de distribución con Columbia Pictures. En respuesta, Iwerks renunció y comenzó a producir sus propios dibujos animados. Columbia distribuyó los cortos de Disney durante dos años, al cabo de los cuales, el estudio firmó un nuevo acuerdo con United Artists en 1932. Ese mismo año, Disney pactó con Technicolor un convenio exclusivo de dos años para utilizar su nuevo proceso de tres tiras, que permitía la reproducción a todo color. El resultado fue Flowers and Trees (1932), el primer cortometraje estrenado comercialmente producido con esta técnica y premiado con el premio Óscar al mejor cortometraje de animación. La Academia de Artes y Ciencias Cinematográficas también premió a Disney por la creación de Mickey Mouse. Tras su éxito, los cortos de las Silly Symphonies y Mickey Mouse fueron producidos de la misma forma.
A inicios de la década de 1930, Walt Disney comprendió que las historias exitosas dependían de personajes con personalidades humanas. Buscó transformar la animación, de sus burdos orígenes, a representación de las «historias y sentimientos humanos». Esto le llevó a crear un «departamento de guion», conformado por artistas del guion gráfico dedicados al desarrollo de las tramas. Con personajes bien desarrollados e interesantes historias, Three Little Pigs (1933) se convirtió en un éxito de recaudación y en la cultura popular, al igual que su canción Who's Afraid of the Big Bad Wolf.

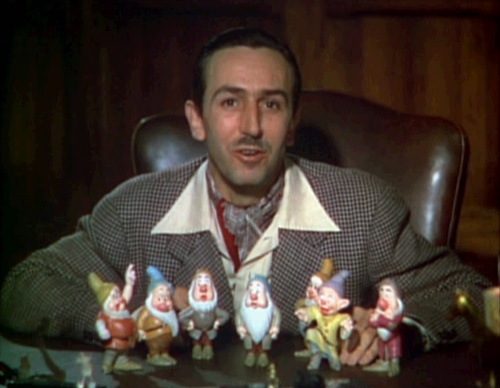
Walt Disney presenta a cada uno de los siete enanos en una escena del tráiler original de Snow White and the Seven Dwarfs.

En 1934, Walt reunió a numerosos miembros clave del personal y anunció sus planeas de producir el primer largometraje animado del estudio. Pese a las burlas de la industria, Disney continuó impertérrito la producción, que fue llamada «Disney's Folly» («la locura de Disney»), de Snow White and the Seven Dwarfs (1937). Este se convirtió en el primer largometraje animado en inglés y en tecnicolor. En la producción se incluyeron procesos de formación y desarrollo; animadores consagrados, artistas de otros campos y universitarios recién graduados se unieron al estudio para trabajar en el filme. Las clases de entrenamiento, supervisadas por animadores principales como Les Clark, Norm Ferguson y Art Babbitt e impartidas por Donald W. Graham, un profesor del Instituto de Arte Chouinard, comenzaron en 1932 y fueron expandidas a capacitaciones de orientación y clases de educación continua.
Graham y los animadores crearon o formalizaron diversas técnicas y procesos que se convirtieron en principios clave de la animación tradicional. The Goddess of Spring (1934) y The Old Mill (1937) ayudaron a la experimentación de nuevas técnicas como la animación de figuras humanas realistas, efectos especiales y el uso de la cámara multiplano (un invento que dividió en planos el trabajo artístico de animación, permitiendo que la cámara pareciera moverse dimensionalmente a través de las escenas animadas).
Snow White and the Seven Dwarfs, que tuvo un coste de 1.4 millones de dólares (incluyendo 100.000 utilizado solamente en el desarrollo de la historia), fue un éxito sin precedentes tras su estreno en febrero de 1938 (realizado por RKO Radio Pictures, que asumió la distribución de las producciones de Disney tras el fin del contrato con United Artits en 1937). Durante un breve periodo fue la película con la mayor recaudación en la historia; hito superado por Gone with the Wind dos años después, que tuvo una recaudación de ocho millones de dólares en su estreno (el equivalente de 134.033.100 dólares de 1999).
Durante la producción del filme, continuó el trabajo con las series de cortometrajes de Mickey Mouse y Silly Symphonies. En 1935, Mickey Mouse se trasladó al tecnicolor; para ese momento se habían agregado otros personajes, como el perro de Mickey, Pluto, y sus amigos Donald Duck y Goofy. Los tres protagonizaron su propia serie en 1940. Incluso, en cuanto a popularidad, la serie de Donald Duck eclipsó a la de Mickey Mouse. Por su parte, las Silly Symphonies, ganadoras de siete Premios Óscar, finalizó en 1939.

### Década de 1940: Nuevas películas, huelga y Segunda Guerra Mundial
Gracias al éxito de Snow White, Disney pudo construir un nuevo edificio, un estudio más grande en la Buena Vista Street en Burbank (sede, en la actualidad, de The Walt Disney Company). El 2 de abril de 1940, Walt Disney Productions realizó su primera oferta pública de venta, siendo Walt Disney presidente y Roy Disney el director ejecutivo. En ese punto, el estudio comenzó la producción de nuevos largometrajes animados; el primero de ellos fue Pinocchio, estrenado en febrero de 1940. Aunque la película no fue un éxito de recaudación, (los ingresos fueron inferiores a los obtenidos por Snow White y a los esperados por el estudio. De un costo de 2.289 millones de dólares, Disney recuperó un millón a finales de 1940. Los reportes finales del estudio cifraron en entre 1.4 y 1.9 millones recaudados) si lo fue entre la crítica. Además recibió el premio Óscar a la mejor canción original y a la mejor banda sonora. 
En noviembre del mismo año se estrenó Fantasia, un filme experimental que contó con su propio acompañamiento orquestral, dirigido por Leopold Stokowski. Su producción tuvo un costo de 2 millones de dólares y, pese a haber recaudado 1.4 millones en su gira de proyecciones, el alto de costo (85.000 por teatro) de instalar Fantasound causó más perdidas que Pinocchio. En 1941, RKO asumió los trabajos de distribución (con el paso de los años, el filme sería reestrenado en diversas versiones editadas). A pesar de su fracaso financiero, Fantasia recibió dos premios Óscar honorarios el 26 de febrero de 1942 (uno por el desarrollo del innovador sistema Fantasound para crear la banda sonora estereoscópica de la película y otro por las contribuciones de Stokowski al filme).
Gran parte de la animación de personajes de estas y el resto de las producciones realizadas hasta finales de la década de 1970 fue supervisada por un grupo de expertos, apodado por Walt Disney como los «Nine Old Men» («Nueve Ancianos»), conformado por los animadores: Frank Thomas, Ollie Johnston, Woolie Reitherman, Les Clark, Ward Kimball, Eric Larson, John Lounsbery, Milt Kahl y Marc Fraser Davis. Muchos de ellos también fungieron como directores y productores de algunas producciones. El desarrollo del departamento de animación de largometrajes creó un sistema de clases en el estudio Disney: los animadores menores fueron asignados a los cortometrajes, mientras que los animadores principales, como los «Nine Old Men», trabajaron en los largometrajes. No obstante, surgieron preocupaciones en torno a Walt Disney asumiendo el crédito del trabajo de los artistas, así como debates sobre compensaciones, que llevaron a muchos animadores a buscar la sindicalización del estudio.
En mayo de 1941, estalló una huelga de trabajadores, que se resolvió entre julio y agosto de ese año sin que un furioso Walt Disney se viera involucrado. Mientras que en Walt Disney Productions se estableció una afiliación sindical obligatoria, Disney y otros empleados del estudio fueron enviados por el Gobierno de los Estados Unidos a un viaje a Centro y Sudamérica, como parte de la Política de buena vecindad. La huelga y sus resultados condujeron a la salida de un éxodo de animadores, desde profesionales de alto nivel, como Art Babbitt y Bill Tytla, hasta artistas mejor conocidos por sus trabajos fuera del estudio, como Frank Tashlin, Maurice Noble, Walt Kelly, Bill Meléndez y John Hubley. Este último, como muchos otros huelguistas, fue miembro fundador del estudio United Productions of America, el principal rival de Disney en la década de 1950.
En octubre de 1941, se estrenó Dumbo, que estuvo en producción durante de la huelga y fue un éxito comercial. Tuvo un costo de 950.000 dólares y recaudó 1.6 millones en su estreno original. En agosto del año siguiente, llegó la próxima película del estudio, Bambi. No obstante, al igual que con Fantasia, Disney sufrió pérdidas. De los 1.7 millones que costó el filme, recuadó solo 1.64. Dadas las pérdidas sufridas y los problemas económicos causados por la Segunda Guerra Mundial, los financieros del Bank of America establecieron que, para realizar el préstamo de un fondo de maniobra, el estudio debía restringirse temporalmente a la producción de cortometrajes. Por lo anterior, tras el estreno de Bambi, la producción de largometrajes se suspendió de forma temporaria. Las producciones en curso, Peter Pan, Alice in Wonderland y Lady and the Tramp fueron puestas en espera hasta después de la guerra. Igualmente, el estudio se vio afectado por la pérdida de animadores, enviados a luchar en la guerra, y por la necesidad de producir contenido para el Ejército, particularmente relacionado con entrenamiento militar y propaganda civil. Entre 1942 y 1943, 95% de las producción de animaciones fueron de índole militar. Durante la guerra, Disney produjo largometrajes propagandísticos de animación e imagen real, por ejemplo Victory Through Air Power (1943), y una serie de cortometrajes sobre la cultura latinoamericana, resultado del viaje de 1941, compilados en dos películas: Saludos Amigos (1942) y Los tres caballeros (1944).
Ambos filmes sentaron la base para otras «películas paquete», es decir, filmes de bajo presupuesto compuestos por cortometrajes animados y segmentos intermedios de animación o imagen real (Música maestro (1946), Fun and Fancy Free (1947), Melody Time (1948) y The Adventures of Ichabod and Mr. Toad (1949). El estudio también produjo dos largometrajes: Canción del sur (1946) y So Dear to My Heart (1948), con historias más costosas, que incluían secuencias animadas y secuencias que combinaban imagen real y personajes animados. De igual forma, la producción de cortometrajes continuó durante este periodo. Los cortos de Donald Duck, Goofy y Pluto fueron la producción principal, acompañados de los cortos de Mickey Mouse, Fígaro y, en la década de 1950, Chip y Dale y el Oso Humphrey. En 1944 el estudio reestrenó Snow White and the Seven Dwarfs, Pinocho en 1945 y Fantasía en 1946. Así, Disney estableció la tradición de reestrenar sus películas cada siete años (tradición sustituida en la década de 1990 por el lanzamiento de formatos caseros).

### Década de 1950: Regreso de las películas, fin de los cortometrajes

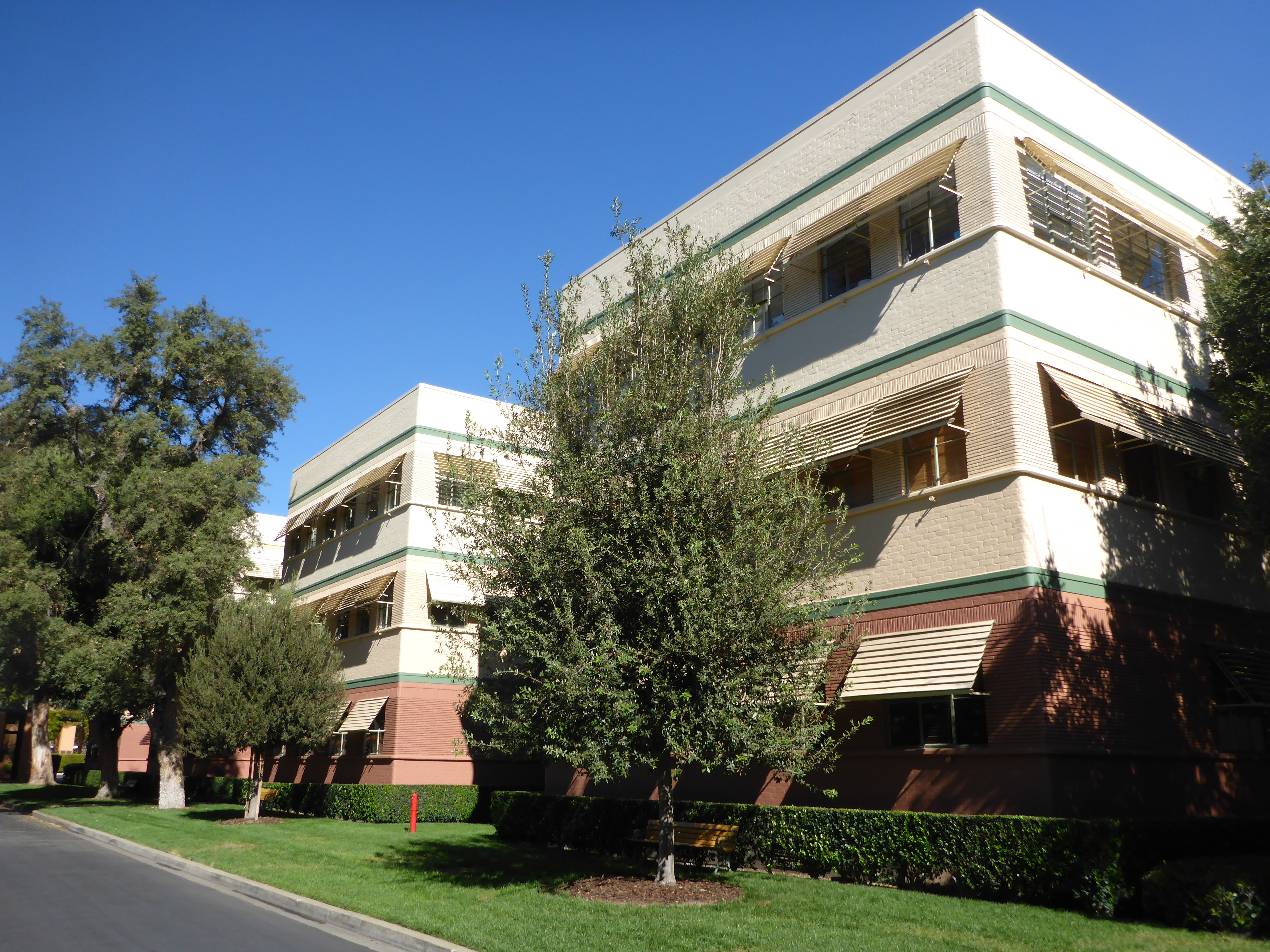
El edificio original de Animación en The Walt Disney Studios en Burbank, California, sede del departamento de animación entre 1940 a 1984.

En 1948, Disney regresó a la producción de largometrajes con La Cenicienta, película basada en un cuento de hadas de Charles Perrault. Debido a su coste de tres millones de dólares, el futuro del estudio dependía del éxito que tuviera el filme. Tras su estreno en 1950, Cinderella fue un éxito en recaudación, lo que le permitió a Disney continuar la producción de otros largometrajes a lo largo de la década. De esta forma, se reanudaron los trabajos de Alice in Wonderland, Peter Pan y Lady and the Tramp. Además se inició un nuevo proyecto, una adaptación del cuento «La bella durmiente» musicalizado con las composiciones originales de Chaikovski.
Alicia en el país de las maravillas, estrenada en 1951, tuvo una acogida poco entusiasta entre la crítica y fue una fuerte decepción para la crítica. Dos años después, Peter Pan llegó a los cines. En esta ocasión, el filme fue un éxito comercial y se convirtió en la película con la mayor recaudación del año. En 1955, La dama y el vagabundo superó, en cuanto a recaudación, al resto de las películas de Disney desde Snow White and the Seven Dwarfs, al recaudar un estimado de 7.5 millones de dólares en los Estados Unidos. Por otro lado, esta fue la primera película animada de pantalla panorámica de Disney, producida por medio del proceso CinemaScope; también fue el primer filme del estudio distribuido por medio de su propia compañía de distribución, Buena Vista Distribution.
Para mediados de la década, la atención de Walt Disney se centró en nuevos proyectos como películas de imagen real, televisión y el parque temático Disneyland. La producción de las películas animadas recayó en las manos de los «Nine Old Men». Esto llevó a diversos retrasos en la producción de La bella durmiente, que finalmente se estrenó en 1959. Con seis millones, fue la película más cara del estudio hasta ese entonces; se produjo con un estilo altamente estilizado ideado por el artista Eyvind Earle y fue presentada en formato Super Technirama 70 con sonido estereofónico en seis pistas. No obstante, su alto coste de producción y su poca recaudación causaron la primera pérdida anual para el estudio en una década (para el año fiscal de 1960). Estos problemas económicos conllevaron despidos masivos.
A finales de los años 1950, Disney dejó de producir cortometrajes regularmente; muchas personas asignadas a las divisiones de cortometrajes dejaron el estudio o fueron reasignadas a trabajar en programas de televisión como The Mickey Mouse Club y Disneyland. Para entonces, el reinado de los cortometrajes de Disney en los premios Óscar había acabado; los cortos de Metro-Goldwyn-Mayer (Tom and Jerry), Warner Bros. (Looney Tunes y Merrie Melodies) y United Productions of America fueron considerados, por su estilo de arte y técnicas de animación, alternativas modernas al anticuado estilo de Disney. En esa época, solo un corto de Disney ganó el Óscar (Toot, Whistle, Plunk and Boom).
Igualmente, en 1953, acabó la producción regular de los cortos de Mickey Mouse, Pluto y Goofy. Las producciones de Donald Duck y Humphrey continuaron (utilizando el proceso CinemaScope) hasta 1956. A partir de entonces, los cortometrajes de Disney han sido producidos únicamente de forma esporádica; entre los más destacados se encuentran It's Tough to Be a Bird (1969), Runaway Brain (1995, protagonizado por Mickey Mouse) y Paperman (2012).

## Administración
Desde 1985 hasta su dimisión en noviembre de 2003, Roy E. Disney estuvo a la cabeza de Walt Disney Feature Animation, que ejerció una gran influencia dentro de la división. Sin embargo, la mayor parte de las decisiones las tomaba el Presidente de WDFA, que oficialmente dependía de Disney aunque en la práctica también dependía del presidente de los estudios Disney, así como de su Presidente Ejecutivo, Michael Eisner. Desde 1985 hasta 1999, el presidente de WDFA fue Peter Schneider.
A partir de 2007, Ed Catmull trabaja como presidente del conjunto Disney - Pixar Animation Studios, y John Lasseter como director creativo de los estudios. Catmull es subalterno de Bob Iger Presidente Ejecutivo de Walt Disney Company así como de Rich Ross. Lasseter, que tiene carta blanca en el desempeño de su cargo, depende directamente del Presidente Ejecutivo de Disney Bob Iger y del vicepresidente de Honor Roy E. Disney.
Andrew Millstein ha sido nombrado director general de Walt Disney Animation Studios. En este nuevo cargo, Millstein se encarga del funcionamiento diario de las instalaciones y productos de los estudios.

## Ubicación
Walt Disney Animation Studios tienen sus oficinas centrales en Burbank, California, en un edificio especializado que fue finalizado en 1995 y que está situado al otro lado de la calle de los originales Walt Disney Studios. Los estudios satélite existieron en su día en los Disney's Hollywood Studios en el Lake Buena Vista, Florida (1989–2003) y en París, Francia (1995–2002), pero fueron cerrados para tratar de estimular las ganancias retrasadas (debido a la falta de éxito de los dibujos animados que habían producido en los últimos tiempos) mediante la reestructuración y recentralización de la división con el fin de producir exclusivamente películas de animación por ordenador en Burbank.

## Logo de producción

Extracto del cortometraje Steamboat Willie (1928), incorporando a Mickey Mouse, utilizado en el logo de producción desde 2007.

Hasta 2007, el estudio no usaba un logo de producción tradicional, usando el logo estándar de Walt Disney Pictures en su lugar, y simplemente siendo mencionado en los créditos iniciales como "Walt Disney Feature Animation" cuando el estudio tenía ese nombre. A partir de 2007, tras el cambio de nombre a "Walt Disney Animation Studios", el estudio comenzó a utilizar un logo de producción en pantalla acompañado de una imagen en animación de Steamboat Willie, siendo mostrado al comienzo de las películas después del logo de Walt Disney Pictures. El logo de apertura de las películas muestra a Mickey Mouse, en su aspecto de Steamboat Willie, en una animación al estilo de folioscopio, silvando y conduciendo el timón como hacía en dicho corto, mientras la imagen va disminuyendo mostrando un fondo amarillo que va siendo difuminado, con el nombre del estudio apreciendo escrito bajo la imagen de Mickey.
El logo de producción del estudio ha aparecido en cada película desde Meet the Robinsons. Una variante de "hito" fue usada para el 50.º largometraje, Enredados (2010), y el 60.º largometraje, Encanto (2021), con un texto diciendo "Walt Disney Animation Studios: 50th Animated Motion Picture" y "60th Animated Motion Picture", respectivamente, con la escena de Mickey en el "0"; la versión de Encanto usando una versión acortada. Una versión de 8 bits del logo fue usada para Wreck-It Ralph (2012). En Frozen (2013), Moana (2016), Frozen II (2019), Raya y el último dragón (2021), Encanto, Wish: el poder de los deseos (2023) y Moana 2 (2024), el silvido de Mickey fue silenciado para dar paso a los temas musicales de apertura de las propias películas mientras se mostraba el logo. Desde Strange World (2022) en adelante, el logo se acorta debido a la longitud del nuevo logo de introducción de Walt Disney Pictures.
El logotipo actualmente sigue en uso a pesar de que Steamboat Willie entrase en el dominio público el 1 de enero de 2024, debido a la antigüedad de la caricatura, lanzada en 1928.

## Producciones

### Largometrajes
Walt Disney Animation Studios ha realizado 62 películas que se conocen como "Canon Animado de Disney" o "Clásicos Disney". Cada película tiene asignada un número que denota el orden cronológico en el que cada película fue realizada. Snow White and the Seven Dwarfs (1937) tiene asignado el 1, y la número 63 es su último estreno Moana 2 (2024). Su siguiente estreno programado es Zootopia 2 la cual sería la número 64 y se estrenaría en 2025. 
Lista de películas
1. Snow White and the Seven Dwarfs (1937)
2. Pinocho (1940)
3. Fantasía (1940)
4. Dumbo (1941)
5. Bambi (1942)
6. Saludos amigos (1942)
7. Los tres caballeros (1944)
8. Música maestro (1946)
9. Fun and fancy free (1947)
10. Melody Time (1948)
11. The Adventures of Ichabod and Mr. Toad (1949)
12. La Cenicienta (1950)
13. Alicia en el país de las maravillas (1951)
14. Peter Pan (1953)
15. La dama y el vagabundo (1955)
16. La bella durmiente (1959)
17. 101 dálmatas (1961)
18. The Sword in the Stone (1963)
19. El libro de la selva (1967)
20. Los Aristogatos (1970)
21. Robin Hood (1973)
22. The Many Adventures of Winnie the Pooh (1977)
23. The Rescuers (1977)
24. The Fox and the Hound (1981)
25. The Black Cauldron (1985)
26. The Great Mouse Detective (1986)
27. Oliver y su pandilla (1988)
28. La sirenita (1989)
29. The Rescuers Down Under (1990)
30. La bella y la bestia (1991)
31. Aladdín (1992)
32. El rey león (1994)
33. Pocahontas (1995)
34. El jorobado de Notre Dame (1996)
35. Hércules (1997)
36. Mulan (1998)
37. Tarzán (1999)
38. Fantasía 2000 (1999)
39. Dinosaurio (2000)
40. The Emperor's New Groove (2000)
41. Atlantis: el imperio perdido (2001)
42. Lilo & Stitch (2002)
43. El planeta del tesoro (2002)
44. Brother Bear (2003)
45. Home on the Range  (2004)
46. Chicken Little (2005)
47. Meet the Robinsons (2007)
48. Bolt (2008)
49. The Princess and the Frog (2009)
50. Enredados (2010)
51. Winnie the Pooh (2011)
52. Wreck-It Ralph (2012)
53. Frozen (2013)
54. Big Hero 6 (2014)
55. Zootopia (2016)
56. Moana (2016)
57. Ralph Breaks the Internet (2018)
58. Frozen II (2019)
59. Raya y el último dragón (2021)
60. Encanto (2021)
61. Strange World (2022)
62. Wish: el poder de los deseos (2023)
63. Moana 2 (2024)

Próximas películas
64. Zootopia 2 (2025)
65. Película sin título (2026)
66. Frozen III (2027)
?. Frozen IV (TBA)

### Cortometrajes
- Mickey Mouse (serie de cortos; 1928-2013)
- Silly Symphony (serie de cortos; 1929-1939)
- Donald Duck (serie de cortos; 1937-2024)
- Pluto (serie de cortos; 1937-1951)
- Donald & Goofy (serie de cortos; 1938-1947)
- Goofy (serie de cortos; 1939-2007)
- Destino (2003)
- Lorenzo (2004)
- La vendedora de fósforos (2006)
- Prep & Landing (serie de especiales de televisión; 2009-2025)
- Paperman (2012)
- Enredados por siempre (2012)
- Buenas migas (2014)
- Frozen Fever (2015)
- Cabeza o Corazón (2016)
- Olaf's Frozen Adventure (2017)
- Short Circuit (serie de cortos; 2020-2022)
- Us Again (2021)
- Far from the Tree (2021)
- Once Upon a Studio (2023)

### Series de televisión
Series producidas por Walt Disney Animation Studios.
- Zenimation (2020) (antología recopilatoria)
- Olaf Presents (2021)
- ¡Baymax! (2022)[43]
- Zootopia+ (2022)[43]
- Iwájú (2023) (coproducida con Kugali)[44]

### Colaboraciones
Walt Disney Feature Animation trabaja ocasionalmente con Walt Disney Imagineering (WDI) para crear atracciones en los diversos parques temáticos de Disney que existen por todo el mundo, lo cual precisa de la experiencia de los animadores de cine de Disney. Entre estas exclusivas atracciones se encuentran las siguientes: 
- Mickey's PhilharMagic en Magic Kingdom, Tokyo Disneyland y en Hong Kong Disneyland.
- Stitch's Great Escape en Magic Kingdom.
- Stitch Encounter en Hong Kong Disneyland.
- Stitch Live! en Walt Disney Studios Park.
- WDFA y WDI colaboraron igualmente con los estudios de entretenimiento de la empresa en Disneyland y con Disney-MGM Studios para desarrollar el espectáculo nocturno llamado Fantasmic!.

WDFA creó los Sprites y los fondos para las versiones para Sega Genesis, Commodore Amiga y PC del videojuego Disney's Aladdin, y las versiones para Super Nintendo, PC, Sega Mega Drive/Genesis, Amiga de la adaptación del videojuego de El rey león.

## Logros
El estudio de Animación está destinado a la creación de una suma de innovaciones ahora habituales en la industria de la animación, entre los que se incluyen:
- La cámara multiplano (para Snow White and the Seven Dwarfs, aunque se usó por primera vez en el corto El viejo molino, ganador de los premios de la Academia).
- La animación realista de efectos especiales y de personajes humanos (en Snow White and the Seven Dwarfs).
- Procesos de composición avanzados para combinar imagen real y elementos animados usando película en color (para Los tres caballeros).
- El empleo de la xerografía para transferir los dibujos a las celdas, opuesto a la técnica de trazos de tinta (desarrollada para 101 dálmatas, pero que se probó primero en algunas escenas de La bella durmiente y se usó completamente por primera vez en el corto Goliath II, nominado por la Academia).
- El empleo de todo tipo de métodos digitales para dibujar, componer y animar películas animadas CAPS (Computer Animation Production System).

Se encuentran entre sus significantes logros:
- La primera película animada de Estados Unidos (Snow White and the Seven Dwarfs).
- La primera película animada en Technicolor (Snow White and the Seven Dwarfs).
- El importe bruto más alto de una película animada en dólares (Snow White and the Seven Dwarfs).
- La primera gran película cinematográfica en sonido estéreo (Fantasía).
- El primer largometraje de animación en CinemaScope (La dama y el vagabundo).
- La primera película de animación rodada en Super Technirama 70, un proceso de pantalla panorámica de gran formato (La bella durmiente).
- La primera película presentada en Dolby (The Fox and the Hound).
- El primer largometraje de animación que utilizó imágenes generadas por ordenador (The Black Cauldron).
- El primer largometraje de animación en hacer un notable uso de los efectos de animación por ordenador (Oliver y su pandilla).
- El primer largometraje de animación que utilizó colorido digital (La sirenita, donde se utilizó por primera vez en algunas escenas el proceso CAPS "Sistema de Producción de Animación por Ordenador" de Disney).
- El largometraje de animación que más pronto alcanzó unos beneficios de 100 millones de dólares en territorio nacional (La sirenita).
- El primer largometraje de animación que se ha filmado completamente mediante un método digital (The Rescuers Down Under, CAPS).
- El primer largometraje de animación que ha sido nominado al Premio Óscar a la mejor película (La bella y la bestia).
- El primer largometraje de animación que alcanzó unos beneficios de 200 millones de dólares en territorio nacional (Aladdín).
- El estreno de cine más concurrido en la historia con más de 100.000 espectadores (Pocahontas).
- El largometraje de animación (no secuela) que mayores beneficios y recaudación ha generado de todos los tiempos (Frozen).